# Propietat
La propietat (del llatí Res privata) en abstracte és allò que pertany o amb alguna cosa, ja sigui com a atribut o com a component d'aquesta cosa. Es tracta d'un o més components (més que d'atributs), ja siguin físics o incorporis, del patrimoni d'una persona jurídica. Depenent de la naturalesa de la propietat, un propietari té dret a consumir, alterar, compartir, redefinir, llogar, hipotecar, empenyorar, vendre, intercanviar, transferir, regalar-lo o destruir-lo, o a excloure altres de fer aquestes coses, o abandonar-lo; mentre que, independentment de la naturalesa de l'immoble, el seu propietari té dret a utilitzar-lo correctament (com a durador, mitjà o factor, o el que sigui), o, si més no, a conservar-lo en exclusiva.
Habitualment es considera que el dret de propietat ple compren tres facultats principals: ús (ius utendi), gaudi (ius fruendi) i abús (ius abutendi), distinció que provié del dret romà o de la seva evolució medieval. També té oríge romà la concepció de la propietat en sentit subjectiu, como a sinònim de facultat o atribució corresponent a un subjecte.
La denominació més antiga, de l'època arcaica, en dret romà sobre la propietat és el mancipium, que fa referència al contacte d'una cosa amb el propietari, durant la República Romana va aparèixer el terme dominium en referència al poder del propietari (dominus) de la casa (domus), i durant el Principat va emergir el terme proprius en referència al fet que un propietari té sobre alguna cosa en contraposició a allò públic.

## Propietat privada
La propietat privada és el nom que rep el dret exclusiu d'una persona física o jurídica sobre una mercaderia tangible o no-tangible. Això implica que cap persona, o grup d'elles, pot utilitzar-la de forma legítima sense que abans la propietat de la mateixa sigui transferida a una altra persona (donació, transacció, etc.), o que l'autoritat competent anul·li aquest dret (expropiació). Aquest darrer supòsit només és possible dins la interpretació positivista de les lleis. Els jusnaturalistes que consideren la propietat privada com a dret natural, òbviament, neguen l'existència d'una autoritat competent per a la seva derogació. És possible que un propietari, sense deixar de ser-ne, cedeixi l'ús i gaudi de la cosa, de manera total o parcial, a un tercer.

## Propietat pública
La propietat pública és el domini aquella d'ús comunitari que no pertany a un particular. El Domini públic és la condició legal sobre una obra intel·lectual que es caracteritza per no estar protegida per cap llei de propietat intel·lectual, tant copyright, marca registrada o lleis de patents, i en conseqüència l'ús és gratuït i es té llibertat d'ús sense necessitat de permís, tot i respectant els drets morals d'autoria i d'integritat de la mateixa. És la situació en què queden les obres literàries, artístiques o científiques quan venç el termini de protecció dels drets econòmics o d'explotació.

## Propietat industrial
La propietat industrial és un conjunt de drets que pot tenir una persona física o jurídica sobre un invent (patent, model d'utilitat, topografia de productes semiconductors, certificats complementaris de protecció de medicaments i productes fitosanitaris), un disseny industrial, un signe distintiu (marca o nom comercial), etc. Atorga dos tipus de drets: en primer lloc el dret a utilitzar l'invent, disseny o signe distintiu, i en segon lloc el dret a prohibir que una tercera persona ho faci.

## Propietat intel·lectual
La propietat intel·lectual és el dret inherent que es té sobre les obres fruit de l'enginy i la intel·ligència; ja siguin literàries, artístiques o científiques, i comprèn els drets d'autor i la propietat industrial. A diferència d'altres tipus de propietats, la propietat intel·lectual fa referència a quelcom intangible; la qual cosa fa que sigui un concepte de propietat més sofisticat al que estem acostumats a tractar. Les lleis de propietat intel·lectual, que protegeixen l'obra resultant, però no el procés de creació, ofereixen a l'autor un conjunt de drets exclusius en relació amb el tractament que es fa de la seva idea, i no sobre la idea en si mateixa. És a dir, les idees, mètodes, sistemes o procediments no queden protegits per la legislació de propietat intel·lectual.

## Nua propietat
Nua propietat és aquell dret d'una persona sobre una cosa en la qual la seva relació amb ella és de ser solament i únicament propietari. Com a propietari, té el domini sobre la cosa, però no té la possessió perquè ha estat cedida aquesta a través d'un dret real denominat usdefruit.